# I'm an Albatraoz
„I'm an Albatraoz“ (stylizováno „IM AN̓ ALBATRÁOZ“) je singl švédského DJ a hudebního producenta AronChupy z roku 2014, v němž mj. vystupuje i jeho mladší sestra Nora Ekbergová, známější pod uměleckým jménem Little Sis Nora. Píseň získala platinové ocenění, a to sedmkrát ve Švédsku, čtyřikrát v Kanadě, třikrát v Itálii a dvakrát v Austrálii.
V textu písně Ekbergová popisuje ženu, kterou nazývá myší. Slovo albatraoz je smyšlené, ale odkazuje na albatrosa, což je také název švédské electro skupiny, jejímž členem je AronChupa. Použití slova „myš“ je slovní hříčkou,[zdroj?] protože mus (švédský výraz pro „myš“) je také slangový výraz pro vagínu.

## Videoklip
Ve videoklipu vystupuje mladší sestra Arona Ekberga, Nora Ekbergová. Píseň uvádí francouzský hlasatel s černým pozadím a textem „A film by AronChupa“ a „In association with Sertac Yildizhan“ za doprovodu klavíristy.
V šatně jsou zobrazeny ženy, které se líčí a používají parfém, a v šatech působí jako doprovodné tanečnice; zatímco video je zaměřeno především na Noru Ekbergovou, AronChupa je zobrazen za fonografem, poblíž kterého stojí starší bubeník; objevují se také saxofonisté.
Videoklip byl natočen v divadle Paramount Theatre ve městě Oakland v Kalifornii. Od 13. říjnu 2014 do ledna 2021 získal na YouTube více než 1,207 miliardy zhlédnutí, čímž se řadí mezi 210 nejnavštěvovanějších videí na této stránce.

## Seznam skladeb
CD single
1. „I'm an Albatraoz“ – 2:47
2. „I'm an Albatraoz“ (delší verze) – 4:28
3. „I'm an Albatraoz“ (kratší verze) – 1:03

## Žebříčky

### Týdenní žebříčky
| Žebříček (2014–15)                            | Nejvyšší pořadí |
| --------------------------------------------- | --------------- |
| Austrálie (ARIA)                              | 2               |
| Belgie (Ultratop 50 Vlámsko)                  | 6               |
| Belgie (Ultratop 50 Valonsko)                 | 4               |
| CIS (TopHit)                                  | 11              |
| Česko (Rádio – Top 100)                       | 4               |
| Česko (Singles Digitál Top 100)               | 11              |
| Dánsko (Tracklisten)                          | 1               |
| Finsko (Suomen virallinen lista)              | 5               |
| Francie (SNEP)                                | 7               |
| Irsko (IRMA)                                  | 48              |
| Itálie (FIMI)                                 | 7               |
| Kanada (Canadian Hot 100)                     | 8               |
| Maďarsko (Dance Top 40)                       | 1               |
| Maďarsko (Rádiós Top 40)                      | 30              |
| Maďarsko (Singles Top 40)                     | 2               |
| Mexiko (Monitor Latino)                       | 10              |
| Německo (Official German Charts)              | 4               |
| Nizozemsko (Dutch Top 40)                     | 4               |
| Nizozemsko (Single Top 100)                   | 2               |
| Norsko (VG-lista)                             | 5               |
| Nový Zéland (Recorded Music NZ)               | 3               |
| Polsko (Polish Airplay Top 100)               | 13              |
| Polsko (Dance Top 50)                         | 1               |
| Polsko (Video Chart)                          | 1               |
| Rakousko (Ö3 Austria Top 40)                  | 2               |
| Skotsko (OCC)                                 | 7               |
| Slovensko (Rádio Top 100)                     | 15              |
| Slovensko (Singles Digitál Top 100)           | 9               |
| Španělsko (PROMUSICAE)                        | 5               |
| Švédsko (Sverigetopplistan)                   | 1               |
| Švýcarsko (Schweizer Hitparade)               | 6               |
| Turecko (Number One Top 100)                  | 1               |
| UK Singles (OCC)                              | 25              |
| UK Dance (OCC)                                | 7               |
| US Bubbling Under Hot 100 Singles (Billboard) | 10              |
| US Hot Dance/Electronic Songs (Billboard)     | 10              |

### Žebříčky z konce roku
| Žebříček (2014)                           | Pozice |
| ----------------------------------------- | ------ |
| Austrálie (ARIA)                          | 82     |
| Německo (Official German Charts)          | 82     |
| Nizozemsko (Dutch Top 40)                 | 64     |
| Nizozemsko (Single Top 100)               | 49     |
| Rakousko (Ö3 Austria Top 40)              | 74     |
| Švédsko (Sverigetopplistan)               | 20     |
| Žebříček (2015)                           | Pozice |
| Austrálie (ARIA)                          | 93     |
| Belgie (Ultratop Vlámsko)                 | 50     |
| Belgie (Ultratop Valonsko)                | 29     |
| CIS (Tophit)                              | 34     |
| Francie (SNEP)                            | 60     |
| Itálie (FIMI)                             | 44     |
| Kanada (Canadian Hot 100)                 | 53     |
| Maďarsko (Dance Top 40)                   | 1      |
| Maďarsko (Single Top 40)                  | 8      |
| Německo (Official German Charts)          | 61     |
| Nový Zéland (Recorded Music NZ)           | 50     |
| Rusko Airplay (Tophit)                    | 34     |
| Španělsko (PROMUSICAE)                    | 53     |
| Švýcarsko (Schweizer Hitparade)           | 51     |
| Ukrajina Airplay (Tophit)                 | 68     |
| US Hot Dance/Electronic Songs (Billboard) | 30     |
| Žebříček (2016)                           | Pozice |
| Maďarsko (Dance Top 40)                   | 42     |